# Fernando Quevedo

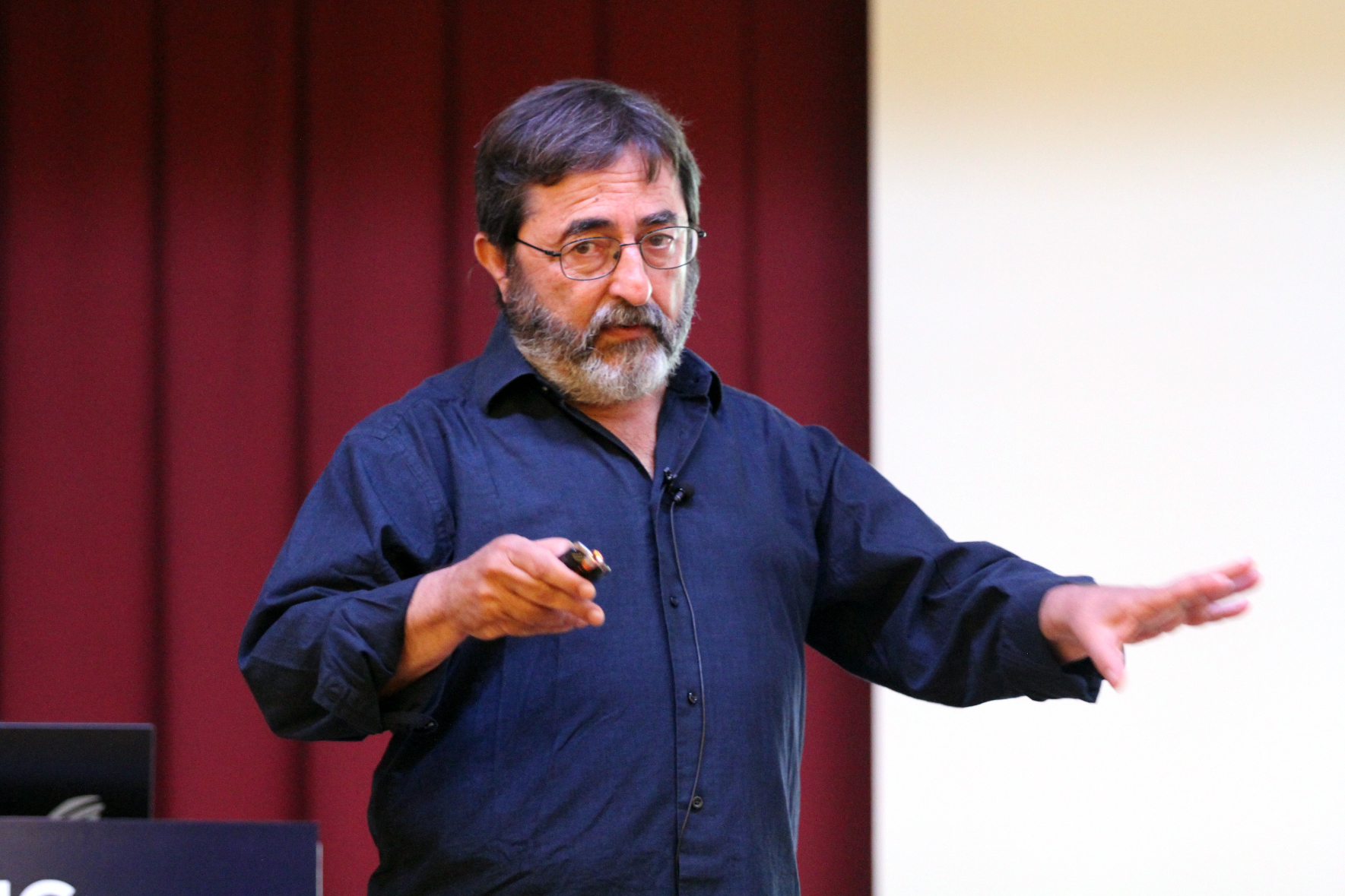

Fernando Quevedo (* 1956 in Costa Rica) ist ein guatemaltekischer theoretischer Physiker, der sich mit Elementarteilchenphysik und Kosmologie befasst.
Quevedo ging in Guatemala zur Schule und wurde 1986 bei Steven Weinberg an der University of Texas at Austin in theoretischer Physik promoviert. Als Post-Doktorand war er bis 1988 am CERN, an der McGill University und von 1989 bis 1991 am Los Alamos National Laboratory.
Quevedo war von 1991 bis 1995 an der Universität Neuchâtel und kurze Zeit 1997/98 Professor an der Nationalen Autonomen Universität von Mexiko, bevor er 1998 Research Fellow, 2000 University Lecturer, 2001 Reader und 2003 Professor an der Universität Cambridge wurde sowie Fellow des Gonville and Caius College. Von 2009 bis 2019 war er Direktor des International Centre for Theoretical Physics (ICTP) in Triest (und die Position am DAMTP ruhte).
Er befasst sich vor allem mit Stringtheorie-Phänomenologie (und deren Verallgemeinerungen zu Branen) und Physik jenseits des Standardmodells sowie mit Anwendungen in der Kosmologie (Branenkosmologie).
Er war Guggenheim Fellow und erhielt 1998 den ICTP-Preis in Hochenergiephysik. Er hat zwei Ehrendoktortitel in Guatemala (Universidad de San Carlos de Guatemala, Universidad del Valle de Guatemala).

## Schriften
- mit C. P. Burgess: The great cosmic roller-coaster ride. In: Scientific American. November 2007
- mit Joseph P. Conlon, Anshuman Maharana: Towards Realistic String Vacua From Branes At Singularities. In: JHEP. 2009, Arxiv
- mit Joseph P. Conlon, Shehu S. Abdussalam, Kerim Suruliz: `Soft SUSY breaking terms for chiral matter in IIB string compactifications. In: JHEP. 2007, Arxiv
- mit V. Balasubramanian, P. Berglund, J. P. Conlon: Systematics of moduli stabilisation in Calabi-Yau flux compactifications. In: JHEP. 2005, Arxiv
- mit C. P. Burgess, J. M. Cline, H. Stoica: Inflation in Realistic D-Brane Models. In: JHEP. 2004, Arxiv
- mit C. P. Burgess, Renata Kallosh: De Sitter string vacua from supersymmetric D-terms. In: JHEP. 2003, Arxiv
- mit C. P. Burgess, M. Majumdar, D. Nolte, G. Rajesh, R. J. Zhang: The inflationary brane-antibrane universe. In: JHEP. 2001, Arxiv
- mit G. Aldazabal, Luis E. Ibáñez, Angel M. Uranga: D-branes at singularities: A bottom-up approach to the string embedding of the standard model. In: JHEP. 2000, Arxiv
- Lectures on string/brane cosmology. In: Class. Quant. Grav. Band 19, 2002, S. 5721, Arxiv